# Vijayanagar

Vijayanagarrikets största utsträckning, i slutet av 1400-talet.

Vijayanagar var ett hinduiskt kungarike i Sydindien som existerade 1336 till omkring 1614. Det fick sitt namn efter huvudstaden Vijayanagara, varav numera endast ruiner och den lilla byn Hampi återstår.
Salman Rushdies roman Segerstaden (2023) berättar om Vijayanagaras två första århundraden i sagans form.